# Walter Diggelmann
Walter Diggelmann (Zürich, 11 augustus 1915 – Guntalingen, 5 maart 1999) was een Zwitsers wielrenner die zijn successen behaalde op de baan en de weg.

## Carrière
In 1941 opende hij zijn wielerseizoen met een zege in het Criterium van Brugg. In 1952 won hij de derde etappe in de .e Ronde van Zwitserland. Dit was zijn derde en tevens laatste etappezege in deze wedstrijd in zijn thuisland. Datzelfde jaar won hij de negende etappe in de Tour. Die etappe trok van Mulhouse naar het Zwitserse Lausanne. In 1952 nam hij ook deel aan de WK op de baan waar hij vierde werd op het onderdeel stayeren. Bij zijn tweede deelname aan de Giro van een jaar later werd hij 69e in het eindklassement. Bij zijn eerste deelname in 1940 greep hij net naast een top tien plek die hij moest overlaten aan Settimo Simonini. Na zijn carrière als professioneel wielrenner leidde hij in 1977 een eigen wielerploeg die onder meer werd uitgenodigd deel te nemen aan de Amstel Gold Race, maar uiteindelijk voortijdig afzag van deelname. De ploeg, genaamd Diggelmann-Velo Maier, hield na een jaar op te bestaan.
Op de baan werd hij nationaal kampioen stayeren in 1945 en 1950. Tevens won hij samen met Hugo Koblet in 1949 het eindklassement van de Zesdaagse van New York.
Hij overleed op 5 maart 1999 op 84-jarige leeftijd.

## Palmares

### Op de baan
| Jaar      | ZK        | EK        | WK          | Zesdaagse                                                                          |
| Als elite | Als elite | Als elite | Als elite   | Als elite                                                                          |
| --------- | --------- | --------- | ----------- | ---------------------------------------------------------------------------------- |
| 1945      | stayeren  |           |             |                                                                                    |
| 1946      |           |           |             |                                                                                    |
| 1947      |           |           |             |                                                                                    |
| 1948      | stayeren  |           |             | Buffalo: · eindklassement · Chicago: · eindklassement · New York: · eindklassement |
| 1949      |           |           |             | New York: · eindklassement                                                         |
| 1950      | stayeren  |           |             |                                                                                    |
| 1951      |           |           |             |                                                                                    |
| 1952      |           |           | 4e stayeren |                                                                                    |
| 1953      | stayeren  |           |             | Saint-Etienne: 4e eindklassement                                                   |

### Op de weg
1940
Bern-Genève
1941
Criterium van Brugg
Züri Metzgete
 Zwitsers kampioenschap op de weg, elite
1942
Bergklassement Ronde van Zwitserland
1943
Tour des Trois Lacs
1947
3e (deel A) en 4e (deel B) etappe Ronde van Romandië
1e (deel B) etappe Ronde van Zwitserland
1948
7e (deel A) etappe Ronde van Zwitserland
1952
3e etappe Ronde van Zwitserland
9e etappe Ronde van Frankrijk

#### Resultaten in voornaamste wedstrijden
| Jaar | Ronde van Italië | Ronde van Frankrijk | Ronde van Spanje |
| ---- | ---------------- | ------------------- | ---------------- |
| 1940 | 11e              |                     |                  |
| 1951 |                  |                     |                  |
| 1952 |                  | 50e (1)             |                  |
| 1953 | 69e              |                     |                  |

| Jaar | Milaan-San Remo | Parijs-Roubaix |
| ---- | --------------- | -------------- |
| 1940 | 53e             |                |
| 1951 | 75e             | opgave         |
| 1952 |                 |                |
| 1953 |                 | opgave         |